# 6974 Solti
A 6974 Solti (ideiglenes jelöléssel 1992 MC) a Naprendszer kisbolygóövében található aszteroida. Henry E. Holt fedezte fel 1992. június 27-én.